# Kong Humbles Grav
Kong Humbles Grav er en dansk langdysse på en mark nord for den lille by Humble på Langeland. Langdyssen er 55 meter lang og ni meter bred, hvilket ubetinget gør den til øens største. Dyssen består af ca. 75 randsten, der står i ubrudt række. I den nord-nordøstlige del findes et stort gravkammer. I bunden af det fandt arkæologer knoglerester fra mennesker, der menes at have ligget i graven i 4.000 år. De fandt også knoglerester fra en ko.
Kong Humble selv var formentlig både en historisk skikkelse og en sagnfigur. Han nævnes af Saxo Grammaticus i 1200-tallet. Saxo skriver positivt om Kong Humble, hvorimod han i Kong Eriks Krønike fra det 15. århundrede omtales mindre positivt. Der kan være tale om to forskellige konger, idet der levede en kong Humble mellem 300 og 400 e.Kr. i det danske område.

## Langdyssen teknisk set
Langdyssens randsten fordeler sig: 34 mod østsydøst, 37 mod vestnordvest, de fleste velbevarede på nær 6-7 stykker. Endestenene er større end de øvrige randsten, tre mod sydsydvest (minus den midterste), en omvæltet halv i østre ende, en mod vestnordvest, en lavere mod østsydøst og fire nordnordøst. Ved nordnordøst findes selve gravkammeret, der er rektangulært og omkranset af sidesten. De er i samme niveau som randstenene. Gravkammerets jordede forhøjning ender ved dækstenen på hvis overside en række udhulede fordybninger kan ses.

## Langdyssens beliggenhed
På Sydlangeland findes en anseelig mængde kæmpehøje, der ligger spredt i bakkelandskaber eller på marker. Kong Humbles Grav ligger på en privat mark. En smal sti går fra en gård nogle hundrede meter nordøst for Humble Kirke, men stien kan være vanskelig at se. I 2006 var strid mellem  gårdejeren og Fyns Amt om adgangen til gravhøjen. Nu er Kong Humbles Grav igen offentlig tilgængelig

## I populærkultur
Den geografiske lokalitet indgår i den danske film Camping fra 2009 med Mia Lyhne og Kirsten Lehfeldt på rollelisten.